# 143 (album de Katy Perry)
Pour les articles homonymes, voir 143.
Albums de Katy Perry
Smile
(2020)
Singles
1. Woman's World
Sortie : 11 juillet 2024
2. Lifetimes
Sortie : 8 août 2024
3. I'm His, He's Mine
Sortie : 13 septembre 2024

143 est le sixième album studio (le septième si l'on compte son tout premier album, Katy Hudson) de l'auteure-compositrice-interprète américaine Katy Perry, paru le 20 septembre 2024 par le label Capitol Records, quatre ans après son prédécesseur Smile. Le titre de l'album fait référence à l'expression populaire "I Love You" (en français : "Je t'aime"), mais fût également inspiré par ce que Perry considère comme son symbolique « angel number » (ou "nombre angélique").
L'opus sortira en même temps que le lancement de son concert au festival Rock in Rio.
Plusieurs producteurs ont collaboré avec Perry sur l'album, comme Max Martin, Dr. Luke, Stargate, Vaughn Oliver (en) et Rocco Did It Again! (en). Elle a qualifié 143 d'album de danse empli de bonheur, d'affection et de lumière. L'album présente des guest-stars tel que la chanteuse allemande Kim Petras ou encore les rappeurs américains J.I.D, 21 Savage et Doechii.
L'album fût précédé par la sortie de trois singles : Woman's World a été dévoilé comme étant le premier extrait le 11 juillet 2024, suivi par Lifetimes le 8 août et I'm His, He's Mine en duo avec Doechii le 13 septembre. Woman's World a atteint la 63e place du Billboard Hot 100 américain ainsi que la 47e position de l'UK Singles Chart.

## Production
Après la sortie de son album Smile en 2020, Perry confirma dans une interview dédiée à Good Morning America en août 2023 qu'elle travaillait sur du nouveau matériel depuis un « lieu d'amour ». Elle apparaît dans l'émission Jimmy Kimmel Live! en février suivant et annonce qu'elle quitte le jury d'American Idol après la fin de la vingt-deuxième saison, souhaitant « partir et ressentir ce pouls à mon propre rythme » et sortir de la nouvelle musique après avoir été « en studio pendant un moment ». En avril 2024, Perry révéla à Access Hollywood qu'elle travaillait sur un album "brillant, lumineux et joyeux". En juin suivant, Rolling Stone rapportait que Perry « avait renoué » avec différents producteurs de musique avec lesquels elle avait travaillé auparavant, tels que Max Martin, Stargate et Dr. Luke.
Perry a présenté son album 143 comme un album de danse lors d'une diffusion en direct sur ses réseaux sociaux le 10 juillet 2024. Au cours des huit dernières années, elle a évoqué la possibilité de créer deux albums, à savoir un album de danse et un album acoustique. « Je ne suis pas encore à l'origine d'un album live. Eh bien, nous continuons toujours à écrire. Cependant, j'ai enfin réalisé l'album de danse, l'album que j'ai toujours souhaité créer. Ce disque est extrêmement dynamique, il est parfait pour l'été, avec un rythme très élevé. Une soirée dansante en famille a récemment eu lieu sur l'une des chansons, et c'est vraiment rempli de bonheur, donc. Beaucoup d'affection, tellement de soleil ».
Lors d'une interview exclusive avec Zane Lowe, elle expliqua que le titre de l'album est son nombre "angélique" symbolique : "Il y a quelques années, nous traversions une période compliquée, médicalement parlant, au sein de notre famille, et ce fût effrayant, et je commença à voir 143 de différentes manières, non seulement, simplement, sur le téléphone. C'était juste psychédélique, presque. Et je l'ai observé, et c'était le code pour 'Je t'aime'. J'ai réellement cru que c'était mes anges, mes guides, me disant : 'Je t'aime. On te protégera. Tu es exactement là où tu es censée être. Tu es sur la voie".

## Sortie et promotion
La pochette, le titre et la date de sortie de 143 sont annoncés par la chanteuse via sa plateforme en ligne le 10 juillet 2024. L'album 143 est prévu pour être publié en CD, vinyle violet, vinyle argenté et cassette. L'opus est censé paraître le 20 septembre 2024 par Capitol Records. Lors de son interview avec Lowe, Perry partagea certains extraits de deux pistes de 143 : Lifetimes et Gorgeous.
Son premier extrait, Woman's World, est dévoilé le 11 juillet 2024. La chanson ainsi que le clip officiel sont mal reçus par les critiques et le public. De nombreux journalistes jugent de "mauvais goût" la promotion de l'album, qu'ils trouvèrent inutile à Perry qui percevait un déclin commercial avec Witness et Smile. La collaboration de Katy Perry avec Dr. Luke, qui fût accusé de harcèlement sexuel par la chanteuse américaine Kesha, est également largement critiqué. La presse négative continue à affecter la campagne promotionnelle de l'album avec le deuxième single, Lifetimes, dévoilé le 8 août 2024. Son clip officiel, qui révéla la track list de 143, fût accusé de violation de propriété sur des dunes protégées écologiquement par le gouvernement des îles Baléares, en Espagne,,,.
Perry interpréta I'm His, He's Mine avec Doechii ainsi que Lifetimes lors d'un medley aux MTV Video Music Awards 2024 le 11 septembre, la chanson parue en tant que single deux jours plus tard, le 13 septembre. Perry chantera lors du festival Rock In Rio le 20 septembre, ainsi que lors de La Grande Finale de l'AFL (la ligue de football australien) 2024, le 28 septembre,,.

## Liste des titres
| 1.    | Woman's World                    | 2:43 |
| 2.    | Gimme Gimme feat. 21 Savage      | 2:57 |
| 3.    | Gorgeous feat. Kim Petras        | 3:17 |
| 4.    | I'm His, He's Mine feat. Doechii | 3:18 |
| 5.    | Crush                            | 2:57 |
| 6.    | Lifetimes                        | 3:12 |
| 7.    | All the Love                     | 3:15 |
| 8.    | Nirvana                          | 2:51 |
| 9.    | Artificial feat. JID             | 2:43 |
| 10.   | Truth                            | 2:57 |
| 11.   | Wonder                           | 3:24 |
| 33:34 |                                  |      |

## Historique de sortie
| Région | Date              | Titre         | Format(s)                                          | Étiquette | Ref.   |
| ------ | ----------------- | ------------- | -------------------------------------------------- | --------- | ------ |
| Divers | 20 septembre 2024 | 143           | Cassette, CD, téléchargement, streaming, long play | Capitol   | [ 20 ] |
| Divers | 20 décembre 2024  | 1432 (Deluxe) | Streaming                                          | Capitol   | [ 20 ] |

## liens externes
- Ressources relatives à la musique :   - AllMusic
  - Discogs
  - Genius
  - Last.fm
  - MusicBrainz (groupes de sorties)
- Ressource relative à plusieurs domaines :   - Metacritic